# امبوهیمایتامبو
امبوهیمایتامبو (به لاتین: Ambohimitombo) یک سکونتگاه مسکونی در ماداگاسکار است که در آمورونئی مانیا واقع شده‌است.

## خصوصیات
امبوهیمایتامبو ۱۴٬۰۰۰ نفر جمعیت دارد و ۱٬۲۳۰ متر بالاتر از سطح دریا واقع شده‌است.